# Momo Hirai
Momo Hirai (japonsky 平井もも, narozena 9. listopadu 1996), známá spíše jako Momo, je japonská zpěvačka, rapperka a tanečnice žijící v Jižní Koreji. Od roku 2015 je členkou skupiny Twice pod JYP Entertainment, kde působí jako hlavní tanečnice. Je jednou ze tří japonských členek Twice.

## Život a kariéra

### 1996–2015: mladí, počátky kariéry aSixteen
Momo Hirai se narodila 9. listopadu 1996 v japonském Kjótu. Má starší sestru Hanu.
Tančit začala ve třech letech, protože chtěla být jako její starší sestra. Poté, co viděli taneční video s ní a její starší sestrou, vyhledali ji lidé ze společnosti JYP Entertainment, kde se obě dívky následně přihlásily na konkurs, v němž ale uspěla jen Momo.

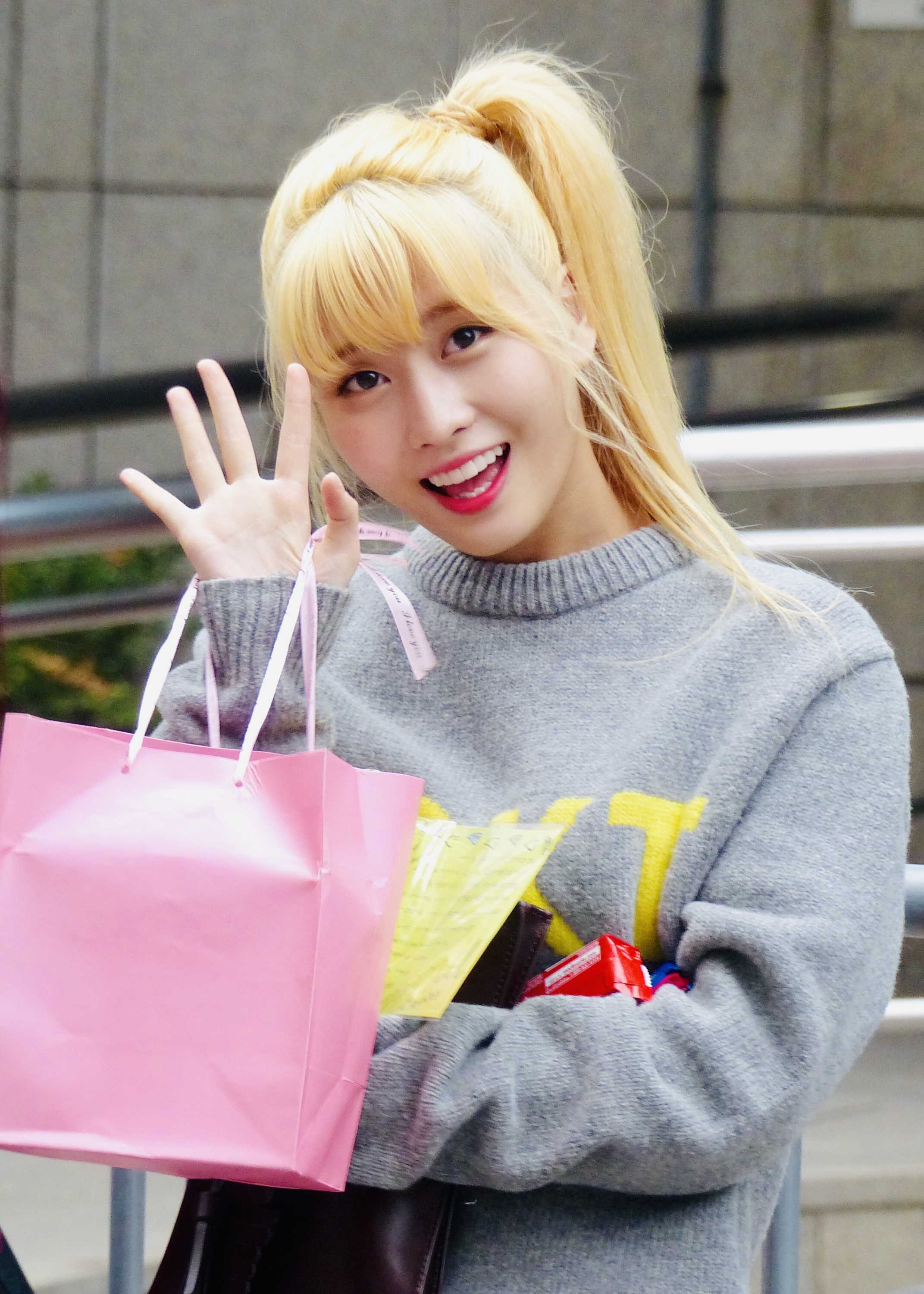
Momo v říjnu 2015

Momo se objevila v hudebním videu pro Lexy v roce 2008 a v talentové show Superstar K v roce 2011. V roce 2015 se objevila v survival show Sixteen, v níž však byla vyřazena v šesté epizodě. Navzdory tomu se ji majitel JYP Entertainment, J. Y. Park rozhodl díky jejím tanečním dovednostem přijmout jako členku Twice.

### 2015: debut s Twice
V říjnu 2015 Momo oficiálně debutovala jako členka Twice s jejich prvním EP The Story Begins s hlavním singlem „Like Ooh-Ahh“. Ve Twice působí jako hlavní tanečnice.

## Filmografie

### Televizní pořady
| Rok  | Název                                | Síť  | Role      | Poznámky                         | Reference |
| ---- | ------------------------------------ | ---- | --------- | -------------------------------- | --------- |
| 2015 | Sixteen                              | Mnet | Soutěžící | Epizody 1–6                      |           |
| 2016 | Hit the Stage                        | Mnet | Soutěžící | Epizody 1–4                      | [ 8 ]     |
| 2017 | Real Class – Elementary Kid Teachers | SBS  | Sama sebe | Lunar New Year special (2 části) | [ 9 ]     |

### Hostování
| Rok  | Název                     | Síť     | Poznámky    | Reference |
| ---- | ------------------------- | ------- | ----------- | --------- |
| 2016 | Suwon K-pop Super Concert | SBS MTV | S Chaeyoung | [ 10 ]    |

## Ocenění a nominace
| Název               | Rok  | Kategorie                                   | Výsledek  | Reference |
| ------------------- | ---- | ------------------------------------------- | --------- | --------- |
| Global Nubia Awards | 2021 | World's Best Dancer (Female) Queen of Dance | vítězství | [ 11 ]    |